# Bollate

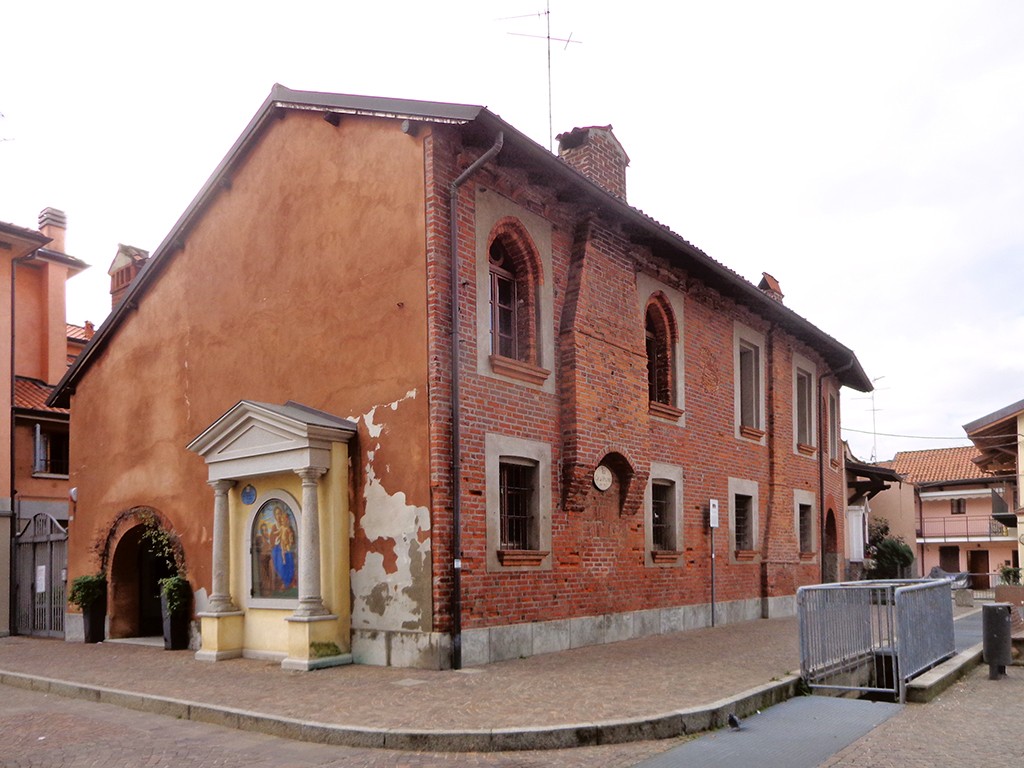
Casa viscontea

Bollate (Bollaa in dialetto milanese, AFI: [buˈlɑː]) è un comune italiano di 36 414 abitanti della città metropolitana di Milano in Lombardia. Integrato nella conurbazione dell'hinterland milanese, è uno degli undici comuni nell'area del Parco delle Groane.

## Geografia fisica
Bollate è a nord ovest di Milano, a circa 11 chilometri a nord dal centro del capoluogo, mediamente a 150 m s.l.m.
Le frazioni di Bollate sono: Cascina del Sole, Cassina Nuova, Castellazzo e Ospiate.
La conformazione geologica del territorio comprende una parte a base fangosa con presenza di detriti sassosi, sabbia e ghiaia ed una parte a base argillosa ricca di ferro. Tale conformazione è testimoniata dalla presenza sul territorio di cave di sabbia (ancora in funzione), sia delle cave di argilla (ormai dismesse) per la produzione di laterizi presso la frazione di Castellazzo.
La natura del sottosuolo del comune di Bollate è rappresentata dalla caratterizzazione di tre litozone principali:
1. Ghiaiosa – sabbiosa: possiede elevata permeabilità all'acqua piovana, costituita da elementi grossolani a testimoniare la presenza di un ambiente fluviale, fluvioglaciale; al suo interno prevalgono i depositi grossolani costituiti da ghiaie in matrice sabbiosa variabile.
2. Sabbiosa-argillosa: di natura continentale ed è costituita da sabbie, argille, limi con intercalazioni di torbe. L'ambiente di sedimentazione era probabilmente lacustre e deltizio caratterizzato da depositi argillosi, limosi e torbosi. Presenta uno spessore dell'ordine del centinaio di metri. Al suo interno sono presenti potenti lenti sabbiose che costituiscono spesso bacini acquiferi sfruttabili per l'estrazione dell'acqua potabile distribuita nel territorio comunale
3. Argillosa: costituita da sedimenti marini del Quaternario che vanno dalle argille ai limi con intercalazioni di sabbie. Rappresenta la base delle struttura idrogeologica locale, sede di falde confinate, denominate "profonde".

Gli strati 1) e 2) sono obliqui rispetto al piano della campagna e affiorano nelle differenti aree del territorio comunale.
Parte dei territori comunali sono inclusi nell'area del Parco delle Groane.
Nel territorio scorrono i torrenti Garbogera, Pudiga, Nirone, e Guisa.

## Origini del nome
Il nome Bollate ha due possibili interpretazioni: l'una lo individua derivante dal celtico beola, ovvero betulla, con riferimento agli alberi di tale specie che ancora al giorno d'oggi sono presenti in parte del suo territorio, precisamente nella zona di Castellazzo, dove il terreno a ferretto delle Groane permette la presenza di questa specie tipica della montagna e delle prealpi. L'altra interpretazione fa risalire il toponimo al termine di derivazione latina bula, pozza d'acqua, con riferimento ai fontanili, presenti in gran numero sul territorio bollatese. Bollate si trova infatti sulla linea delle risorgive.

## Storia
I primi insediamenti dei Celti nella pianura padana sono datati intorno al V secolo a.C.; a testimonianza di una presenza stabile nel territorio a nord di Milano sono ascrivibili i ritrovamenti di tombe celtiche a Paderno Dugnano, Castellazzo, Garbagnate e a Baranzate (nella zona di via Nazario Sauro).
Come noto, i combattimenti tra Celti e Romani furono lunghi e cruenti iniziando dal II secolo a.C., quando i Romani conquistarono parte della Gallia Cisalpina, e terminarono verso il 50 a.C. dopo che Giulio Cesare conquistò la Gallia Transalpina e concesse la cittadinanza romana ai Celti. In età romana era presente un insediamento militare fortificato collocato in posizione molto prossima all'attuale centro cittadino (via Roma, vicolo dei Romani, Cantun Sciatin) a sinistra del torrente Pudiga. Tra il V e il VII secolo d.C. divenne una delle pievi più importanti del territorio a nord di Milano. Da Bollatum, nome romano di Bollate, passava la Via Mediolanum-Bilitio, che metteva in comunicazione Mediolanum (Milano) con Luganum (Lugano) passando da Varisium (Varese).
Il documento più antico che cita il moderno toponimo di Bollate (o meglio Bolate) è relativo alla donazione di terreno alla Chiesa prepositurale di San Martino (ancor oggi patrono della città) nel 1039. Nell'XI secolo Milano acquistò una crescente importanza ed indipendenza dal Sacro Romano Impero. Distrutta nell'aprile del 1162 da Federico I Barbarossa, rinacque dopo la vittoria della Lega Lombarda nella battaglia di Legnano. La pieve di Bollate sostenne inizialmente la lotta dell'imperatore Federico Barbarossa contro Milano; Ambrogio da Bollate guidò i propri compagni nei combattimenti ingaggiati a porta Vercellina dove morì nel 1161. Successivamente cambiarono alleanza e, aderendo alla Lega Lombarda, combatterono a fianco dei milanesi nel corso della famosa battaglia di Legnano del 29 maggio 1176. Da documenti della pieve di Bollate è possibile dedurre che a quell'epoca il comune fosse cinto da mura e disponesse di due castelli: uno sul torrente Pudiga (nel tratto ora tombinato) tra attuali piazze Solferino e San Francesco e l'altro vicino a vicolo dei Romani.
La pieve di Bollate spopolatasi al tempo delle lotte tra le opposte fazioni dei guelfi e dei ghibellini, cui seguirono quelle tra i Visconti e i Torriani, e successivamente funestata dalla peste, nel corso del medio evo perse gradualmente la sua rilevanza. Intorno al 1570 si trasformò in contea che divenne feudo dello spagnolo don Jorge Manriquez de Lara. Agli inizi del Seicento la contea evolve in marchesato alle dipendenze del Ducato di Milano.
Il governo di Napoleone dispose un potente ampliamento del comune: nel 1809 furono annessi Baranzate e Roserio, nel 1811 furono incorporati Novate, Vialba e Cassina Triulza, salendo da 1 459  a 2 898 abitanti.
Con regio decreto del 17 marzo 1869 Bollate annesse Baranzate e Cassina Nuova. Significativo l'aumento della popolazione negli anni novanta, per effetto della massiccia urbanizzazione (oltre 700000 m² di edificazioni residenziali): gli abitanti del comune, prima della separazione di Baranzate, erano arrivati a 50.000. La frazione di Baranzate è stata eretta comune autonomo con legge regionale 22 maggio 2004 n. 13 in vigore dall'8 giugno 2004. Al netto degli abitanti di Baranzate, la popolazione (dicembre 2006) del comune di Bollate risulta essere di 37 360 unità.

### Simboli
L'origine dello stemma va individuata nell'emblema araldico relativo alla "Comunità di Bolate", riprodotto a pagina 321 del volume I dello Stemmario Cremosano. Lo stemma comunale è stato riconosciuto con decreto del capo del governo del 20 giugno 1931.
Il gonfalone, concesso con regio decreto del 2 marzo 1931, è costituito da un drappo di rosso.

### Onorificenze
Con D.P.R. dell'11 ottobre 1984, al Comune di Bollate è stato concesso il titolo di Città.

## Monumenti e luoghi d'interesse

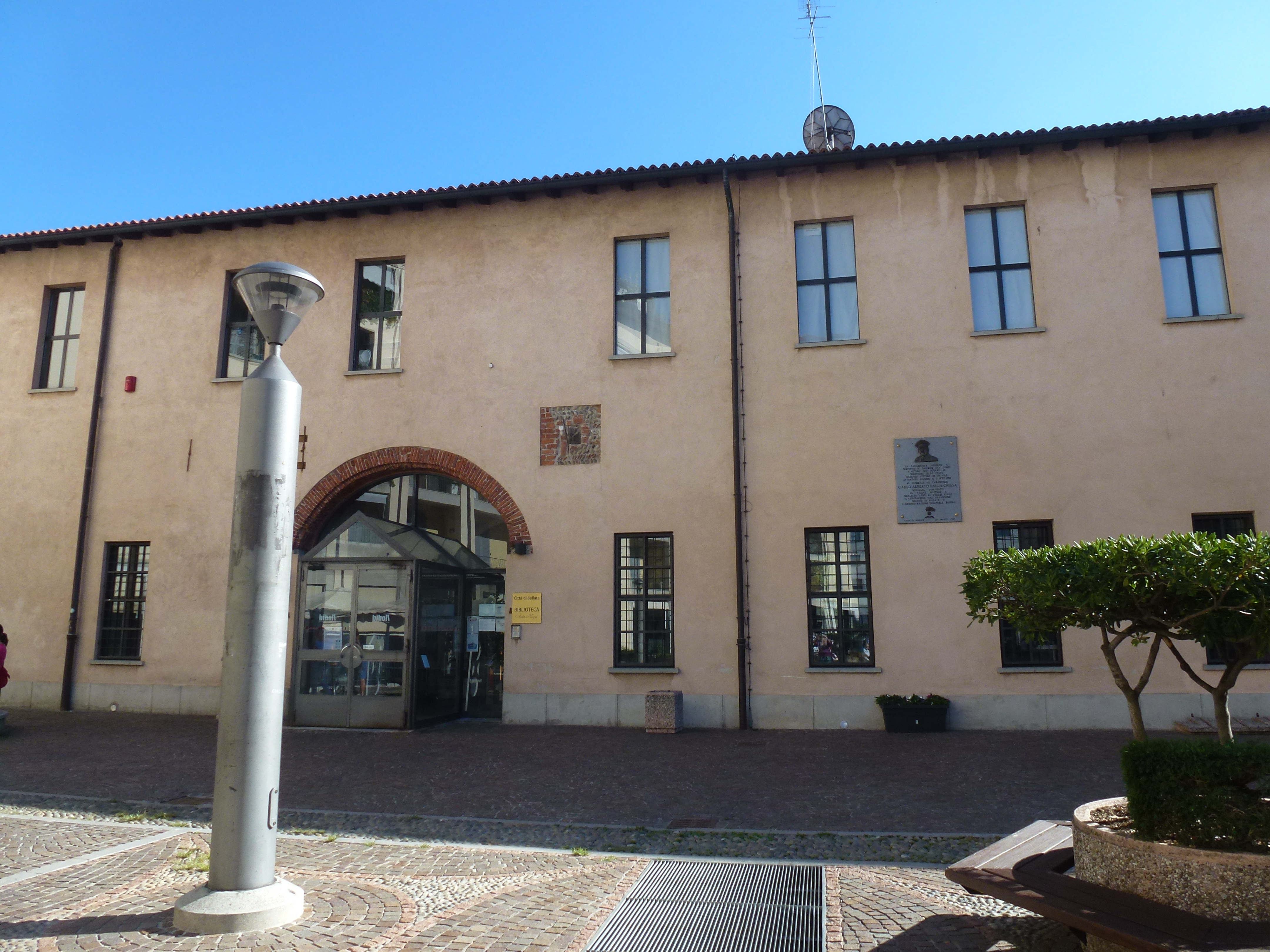
Palazzo Seccoborella

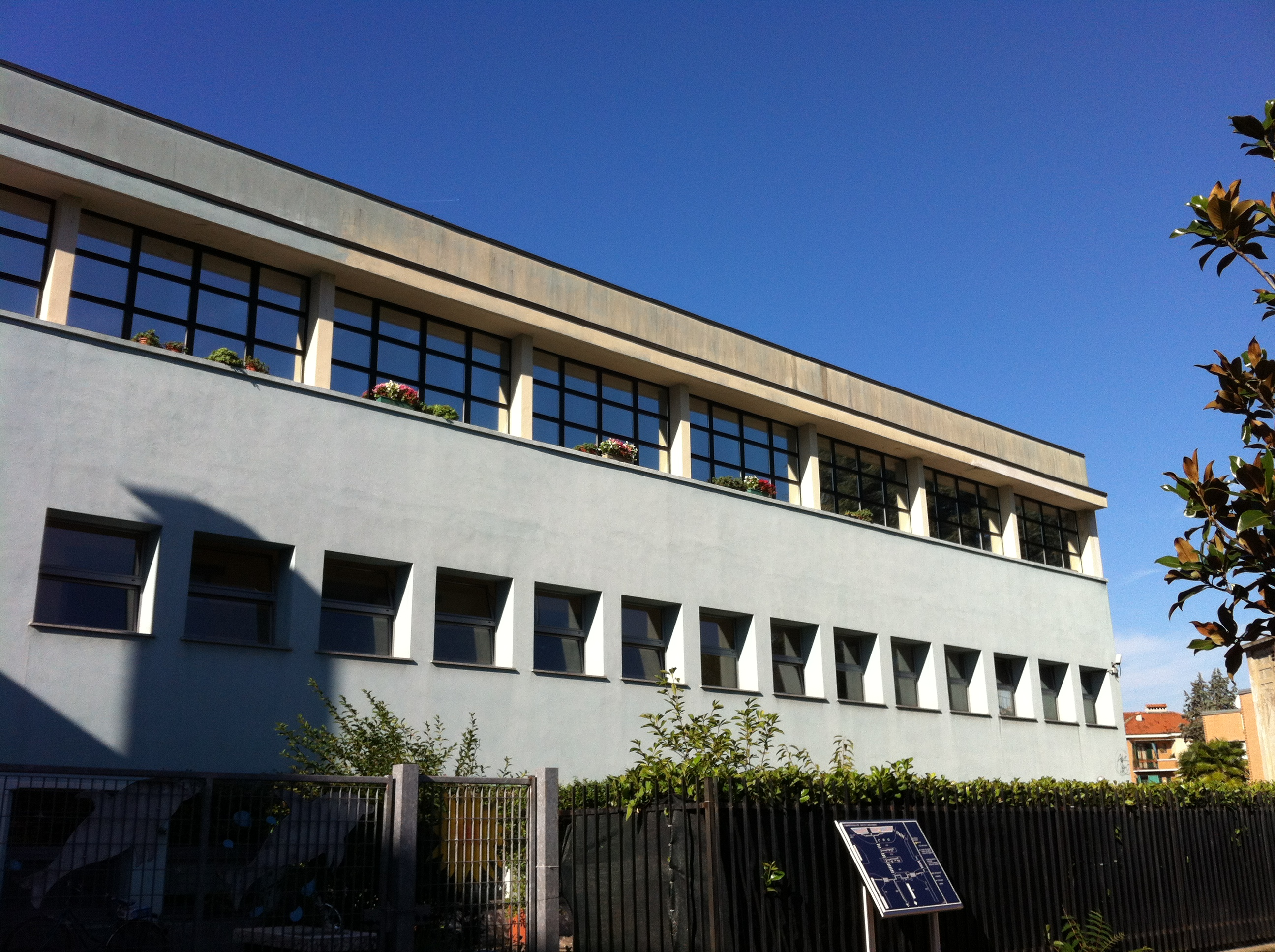
Ex Casa del Fascio

### Architetture religiose
- Chiesa di San Martino, prepositurale.[10]
- Chiesa di San Guglielmo, parrocchiale nella frazione di Castellazzo.[11]

### Architetture civili
- Villa Arconati
- Palazzo Seccoborella
- Oasi Il Caloggio

#### Casa circondariale
Al comune è associato il carcere inaugurato nell'anno 2000 a Baranzate, al tempo parte del comune di Bollate, con parziale sconfinamento a Milano. Sebbene nel 2004 Baranzate sia divenuta un comune autonomo, la casa circondariale è rimasta nota come "carcere di Bollate".

## Società

### Evoluzione demografica
Abitanti censiti

### Etnie e minoranze straniere
Al 31 dicembre 2023 la popolazione straniera residente nel comune era di 2 926 persone, pari al'8,87% della popolazione.

## Infrastrutture e trasporti

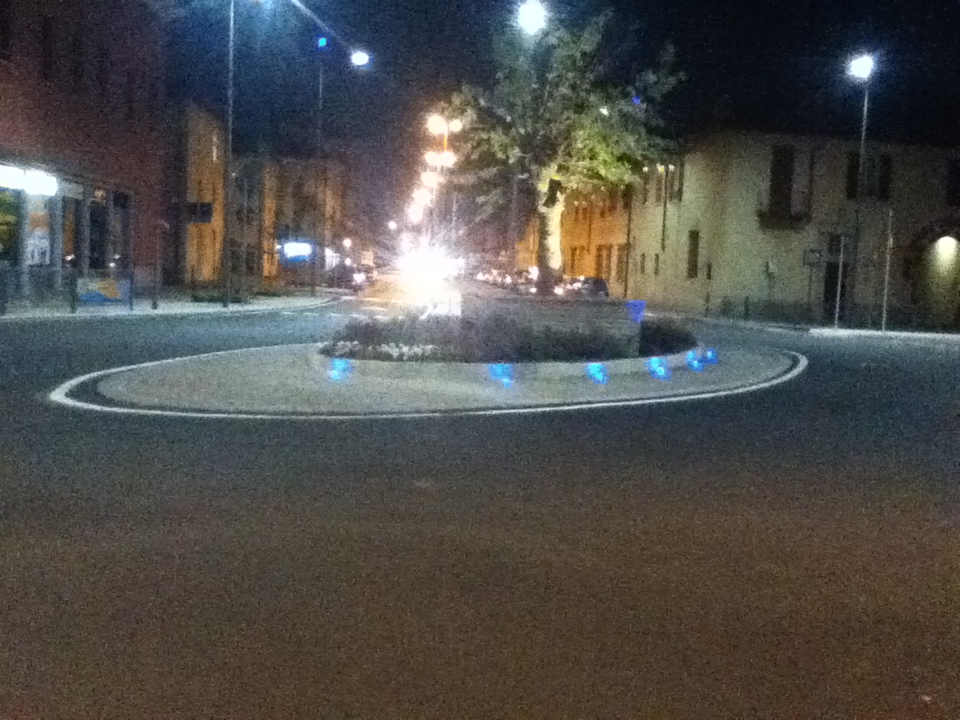
Rotatoria ovale

### Strade
Bollate è interessata dal percorso della SP ex SS 233 Varesina. Dal 1877 tale arteria fu percorsa dalla tranvia Milano-Saronno, che serviva la città con due fermate situate a Baranzate (l'annessione di quest'ultimo a Bollate risale al 1880), a Ospiate e alla Torretta, al confine tra Arese e la frazione di Castellazzo. Dal 1889 l'esercizio di tale linea passò alle Ferrovie Nord Milano sino al 1925, data della sua definitiva soppressione.
Il territorio Bollatese è inoltre costeggiato dall'autostrada A52 "Tangenziale Nord", gestita dalla società Milano Serravalle - Milano Tangenziali, con un apposito svincolo Bollate-Novate al km 20 e Cormano-Bollate al km 16.

### Ferrovie

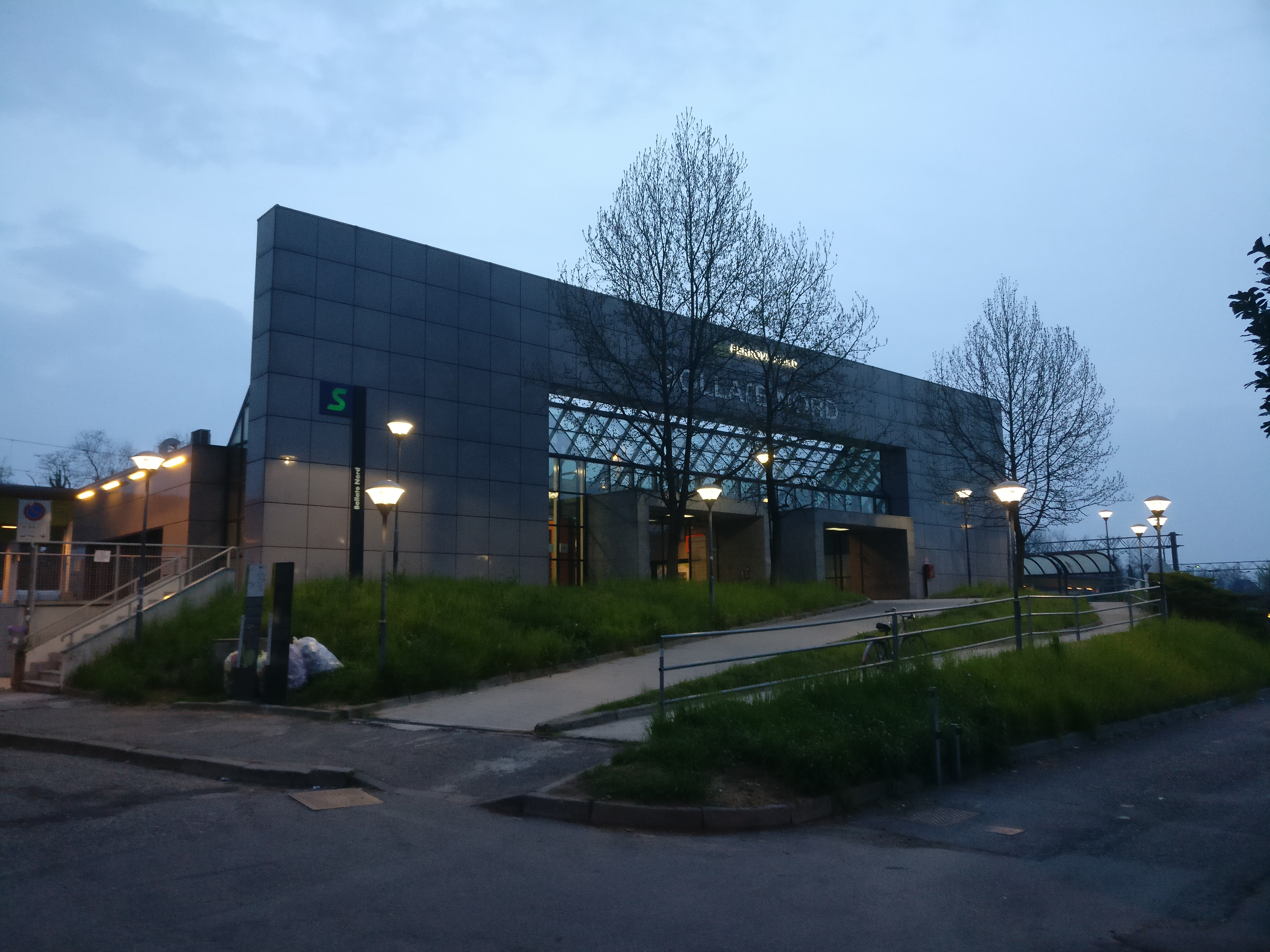
La stazione di Bollate Nord

Nel territorio comunale sono ubicate due stazioni: Bollate Centro e Bollate Nord, entrambe situate sulla ferrovia Milano-Saronno, gestite da Ferrovienord e servite dalle linee suburbane S1 e S3 operate da Trenord.

### Mobilità urbana
Il comune di Bollate è servito da 5 autolinee che la collegano con i comuni limitrofi e che sono gestite dal 1º febbraio 2010 da Air Pullman.

## Amministrazione
| Periodo         | Periodo         | Primo cittadino        | Partito                                     | Carica      | Note   |
| --------------- | --------------- | ---------------------- | ------------------------------------------- | ----------- | ------ |
| 8 maggio 1995   | 21 ottobre 2004 | Giovanni Nizzola       | lista civica Città per Cambiare             | Sindaco     |        |
| 21 ottobre 2004 | 4 aprile 2005   | Pasquale Aversa        |                                             | Comm. Pref. | [ 14 ] |
| 4 aprile 2005   | 13 aprile 2010  | Carlo Stelluti         | Democratici di Sinistra Partito Democratico | Sindaco     |        |
| 13 aprile 2010  | 15 giugno 2015  | Stefania Clara Lorusso | Il Popolo della Libertà                     | Sindaco     |        |
| 15 giugno 2015  | in carica       | Francesco Vassallo     | Partito Democratico                         | Sindaco     |        |